# 新津南站
新津南站，位于中华人民共和国四川省成都市新津区永商镇，是成贵客运专线上的高铁站，于2014年12月20日启用，但未开通客运业务，2016年1月10日正式开通客运业务，中国铁路成都局集团有限公司管辖。

## 车站结构
本站为地面一层侧式越行站（2台4线）。

### 车站楼层
| 地面 | 站厅     | 售票处、进站口、候车区、出站口      |  |  |
|      | 侧式站台 |                                     |  |  |
|      | 上行站台 | 成贵高铁 成都东方向（下站：新津）   |  |  |
|      |          | 成贵高铁 成都东方向越行线           |  |  |
|      |          | 成贵高铁 贵阳东方向越行线           |  |  |
|      | 下行站台 | 成贵高铁 贵阳东方向（下站：彭山北） |  |  |
|      | 侧式站台 |                                     |  |  |

## 車站周邊
- 彭山区交警大队青龙中队
- 新材料工业园江西区
- 成雅高速公路

## 歷史
- 2014年12月20日通车启用，未开通客运业务。[2]
- 2016年1月10日正式开通客运业务。

## 外部連結
- 中国铁路客户服务中心 （页面存档备份，存于）